# Könnyed erkölcsök
A Könnyed erkölcsök (eredeti cím: Easy Virtue) 2008-ban bemutatott brit romantikus vígjáték Stephan Elliott rendezésében. A főbb szerepekben Jessica Biel, Kristin Scott Thomas, Ben Barnes és Colin Firth látható. 
Magyarországon 2010. március 11-én mutatták be.

## Cselekmény
John Whittaker már régóta nem volt otthon, a családja nagyon hiányolja. De most végre hazatér, ráadásul a feleségével. A Whittaker család egy merev társadalmi értékekhez ragaszkodó, jómódú angol família – főleg a családfő, John édesanyja, Veronica. Azonban John egy amerikai nőt vett feleségül, aki nem él ilyen szigorú szabályok szerint. Ez nagyon kiborítja Veronicát és az első pillanattól kezdve ellenszenvezik a nővel.

## Szereplők
- Jessica Biel – Larita
- Kristin Scott Thomas – Veronica
- Ben Barnes – John Whittaker
- Colin Firth – Mr. Whittaker
- Katherine Parkinson – Marion
- Charlotte Riley – Sarah Hurst
- Kimberley Nixon – Hilda
- Christian Brassington – Phillip Hurst